# II-divisioona 2008
La II-divisioona 2008 è stata la 15ª edizione del campionato finlandese di football americano di terzo livello, organizzato dalla SAJL.

## Squadre partecipanti
| Club                   | Città    | Stadio | Sponsor ufficiale | Risultato nella stagione 2007 |
| ---------------------- | -------- | ------ | ----------------- | ----------------------------- |
| Helsinki 69ers         | Helsinki |        |                   |                               |
| Helsinki Wolverines II | Helsinki |        |                   |                               |
| Lahti Jets             | Lahti    |        |                   |                               |
| Lieto Oakmen           | Lieto    |        |                   |                               |
| Nokia Ghosthunters     | Nokia    |        |                   |                               |
| Sea City Storm         | Rauma    |        |                   |                               |
| Sipoo Bulldogs         | Sipoo    |        |                   |                               |
| Tampere Angels         | Tampere  |        |                   |                               |
| Vaasa Vikings          | Vaasa    |        |                   |                               |
| Vantaan TAFT           | Vantaa   |        |                   |                               |

## Stagione regolare

### Calendario

#### Anticipi 1
| Helsinki 24 maggio 2008, ore 18:00 | Helsinki 69ers | 13 – 20 | Vantaan TAFT | Velodromo di Helsinki |

#### 1ª giornata
| Lahti 31 maggio 2008, ore 14:00 | Lahti Jets | 0 – 32 | Sipoo Bulldogs | Radiomäki |

| Tampere 31 maggio 2008, ore 16:00 | Tampere Angels | 18 – 0 | Lieto Oakmen | Pyynikin urheilukenttä |

| Vaasa 1º giugno 2008, ore 14:00 | Vaasa Vikings | 51 – 0 | Nokia Ghosthunters | Palosaaren kenttä |

#### 2ª giornata
| Lahti 6 giugno 2008, ore 18:30 | Lahti Jets | 0 – 8 | Helsinki Wolverines II | Radiomäki |

| Sipoo 7 giugno 2008, ore 15:00 | Sipoo Bulldogs | 0 – 33 | Helsinki 69ers | Söderkullan urheilukenttä |

| Lieto 8 giugno 2008, ore 14:00 | Lieto Oakmen | 16 – 69 | Vaasa Vikings | Liedon urheilukenttä |

| Rauma 8 giugno 2008, ore 17:00 | Sea City Storm | 32 – 0 | Tampere Angels | Kivikylä Arena |

#### 3ª giornata
| Helsinki 13 giugno 2008, ore 18:00 | Helsinki Wolverines II | 2 – 21 | Helsinki 69ers | Myllypuron liikuntapuisto |

| Nokia 14 giugno 2008, ore 15:00 | Nokia Ghosthunters | 7 – 3 | Lieto Oakmen | Keskusurheilukenttä |

| Vantaa 14 giugno 2008, ore 15:00 | Vantaan TAFT | 13 – 6 | Sipoo Bulldogs | Tikkurilan urheilupuisto |

| Laitila 14 giugno 2008, ore 17:00 | Sea City Storm | 19 – 35 | Vaasa Vikings | Laitilan Urheilukenttä |

#### 4ª giornata
| Sipoo 28 giugno 2008, ore 14:00 | Sipoo Bulldogs | 0 – 24 | Helsinki Wolverines II | Söderkullan urheilukenttä |

| Vantaa 28 giugno 2008, ore 15:00 | Vantaan TAFT | 41 – 0 | Lahti Jets | Tikkurilan urheilupuisto |

| Lieto 28 giugno 2008, ore 14:00 | Lieto Oakmen | 7 – 20 | Sea City Storm | Liedon urheilukenttä |

| Nokia 29 giugno 2008, ore 15:00 | Nokia Ghosthunters | 13 – 0 | Tampere Angels | Keskusurheilukenttä |

#### 5ª giornata
| Helsinki 4 luglio 2008, ore 18:00 | Helsinki Wolverines II | 0 – 14 | Vantaan TAFT | Myllypuron liikuntapuisto |

| Tampere 5 luglio 2008, ore 16:00 | Tampere Angels | 20 – 37 | Vaasa Vikings | Pyynikin urheilukenttä |

| Rauma 5 luglio 2008, ore 17:00 | Sea City Storm | 35 – 0 | Nokia Ghosthunters | Kivikylä Arena |

| Helsinki 5 luglio 2008, ore 18:00 | Helsinki 69ers | 35 – 0 | Lahti Jets | Velodromo di Helsinki |

#### 6ª giornata
| Helsinki 11 luglio 2008, ore 18:00 | Helsinki Wolverines II | 8 – 0 | Lahti Jets | Myllypuron liikuntapuisto |

| Sipoo 12 luglio 2008, ore 14:00 | Helsinki 69ers | 41 – 0 | Sipoo Bulldogs | Söderkullan urheilukenttä |

| Tampere 13 luglio 2008, ore 14:00 | Tampere Angels | 14 – 56 | Sea City Storm | Pyynikin urheilukenttä |

| Vaasa 13 luglio 2008, ore 14:00 | Vaasa Vikings | 56 – 7 | Lieto Oakmen | Palosaaren kenttä |

#### 7ª giornata
| Sipoo 19 luglio 2008, ore 14:00 | Sipoo Bulldogs | 8 – 6 | Lahti Jets | Söderkullan urheilukenttä |

| Nokia 19 luglio 2008, ore 15:00 | Nokia Ghosthunters | 7 – 28 | Vaasa Vikings | Keskusurheilukenttä |

| Vantaa 19 luglio 2008, ore 15:00 | Vantaan TAFT | 25 – 28 | Helsinki 69ers | Tikkurilan urheilupuisto |

| Lieto 20 luglio 2008, ore 14:00 | Lieto Oakmen | 15 – 14 | Tampere Angels | Liedon urheilukenttä |

#### 8ª giornata
| Helsinki 25 luglio 2008, ore 18:00 | Helsinki Wolverines II | 12 – 8 | Sipoo Bulldogs | Myllypuron liikuntapuisto |

| Lahti 25 luglio 2008, ore 18:30 | Lahti Jets | 0 – 46 | Vantaan TAFT | Radiomäki |

| Rauma 26 luglio 2008, ore 12:00 | Sea City Storm | 64 – 0 | Lieto Oakmen | Kivikylä Arena |

| Tampere 26 luglio 2008, ore 16:00 | Tampere Angels | 0 – 7 | Nokia Ghosthunters | Pyynikin urheilukenttä |

#### 9ª giornata
| Helsinki 1º agosto 2008, ore 18:30 | Helsinki 69ers | 41 – 12 | Helsinki Wolverines II | Velodromo di Helsinki |

| Lieto 3 agosto 2008, ore 14:00 | Lieto Oakmen | 0 – 33 | Nokia Ghosthunters | Liedon urheilukenttä |

| Vaasa 3 agosto 2008, ore 14:00 | Vaasa Vikings | 13 – 24 | Sea City Storm | Palosaaren kenttä |

| Sipoo 3 agosto 2008, ore 14:00 | Sipoo Bulldogs | 0 – 37 | Vantaan TAFT | Söderkullan urheilukenttä |

#### 10ª giornata
| Vantaa 9 agosto 2008, ore 11:00 | Vantaan TAFT | 39 – 42 | Helsinki Wolverines II | Tikkurilan urheilupuisto |

| Nokia 9 agosto 2008, ore 15:00 | Nokia Ghosthunters | 0 – 8 | Sea City Storm | Keskusurheilukenttä |

| Helsinki 10 agosto 2008, ore 12:00 | Lahti Jets | 0 – 30 (a tavolino) | Helsinki 69ers | Velodromo di Helsinki |

| Vaasa 10 agosto 2008, ore 14:00 | Vaasa Vikings | 30 – 0 (a tavolino) | Tampere Angels | Palosaaren kenttä |

### Classifiche
Le classifiche della regular season sono le seguenti:
- PCT = percentuale di vittorie, G = partite giocate, V = partite vinte,  P = partite perse, PF = punti fatti, PS = punti subiti

#### Girone 1
| Pos. | Squadra            | PCT  | G | V | N | P | PF  | PS  |
| ---- | ------------------ | ---- | - | - | - | - | --- | --- |
| 1    | Vaasa Vikings      | .875 | 8 | 7 | 0 | 1 | 319 | 93  |
| 2    | Sea City Storm     | .875 | 8 | 7 | 0 | 1 | 258 | 69  |
| 3    | Nokia Ghosthunters | .500 | 8 | 4 | 0 | 4 | 67  | 125 |
| 4    | Tampere Angels     | .125 | 8 | 1 | 0 | 7 | 66  | 190 |
| 5    | Lieto Oakmen       | .125 | 8 | 1 | 0 | 7 | 48  | 281 |

#### Girone 2
| Pos. | Squadra                | PCT  | G | V | N | P | PF  | PS  |
| ---- | ---------------------- | ---- | - | - | - | - | --- | --- |
| 1    | Helsinki 69ers         | .875 | 8 | 7 | 0 | 1 | 242 | 59  |
| 2    | Vantaan TAFT           | .750 | 8 | 6 | 0 | 2 | 235 | 89  |
| 3    | Helsinki Wolverines II | .625 | 8 | 5 | 0 | 3 | 108 | 123 |
| 4    | Sipoo Bulldogs         | .250 | 8 | 2 | 0 | 6 | 54  | 166 |
| 5    | Lahti Jets             | .000 | 8 | 0 | 0 | 8 | 6   | 208 |

## Playoff

### Tabellone
|  | Wild Card | Wild Card              | Wild Card      |                |     | Semifinali    | Semifinali    | Semifinali |  |  | XV Finale | XV Finale | XV Finale |  |
|  |           |                        |                |                |     |               |               |            |  |  |           |           |           |  |
|  |           |                        |                |                |     | 1-1           | Vaasa Vikings | 55         |  |  |           |           |           |  |
|  |           |                        |                |                |     | 1-1           | Vaasa Vikings | 55         |  |  |           |           |           |  |
|  |           |                        | 2-2            | Vantaan TAFT   | 0   |               |               |            |  |  |           |           |           |  |
|  | 3-1       | Nokia Ghosthunters     | 2-2            | Vantaan TAFT   | 0   | 7             |               |            |  |  |           |           |           |  |
|  | 3-1       | Nokia Ghosthunters     |                |                |     |               |               |            |  |  |           |           |           |  |
|  | 2-2       | Vantaan TAFT           | 20             |                |     |               |               |            |  |  |           |           |           |  |
|  | 2-2       | Vantaan TAFT           | 20             |                | 1-1 | Vaasa Vikings | 26            |            |  |  |           |           |           |  |
|  |           |                        |                |                |     |               |               |            |  |  |           |           |           |  |
|  |           |                        | 1-2            | Helsinki 69ers | 7   |               |               |            |  |  |           |           |           |  |
|  |           |                        |                | Helsinki 69ers | 7   |               |               |            |  |  |           |           |           |  |
|  |           |                        |                |                |     |               |               |            |  |  |           |           |           |  |
|  |           |                        |                |                |     |               |               |            |  |  |           |           |           |  |
|  |           | 1-2                    | Helsinki 69ers | 33             |     |               |               |            |  |  |           |           |           |  |
|  |           |                        |                | 33             |     |               |               |            |  |  |           |           |           |  |
|  |           |                        | 2-1            | Sea City Storm | 26  |               |               |            |  |  |           |           |           |  |
|  | 2-1       | Sea City Storm         | 2-1            | Sea City Storm | 26  | 22            |               |            |  |  |           |           |           |  |
|  | 2-1       | Sea City Storm         |                |                |     |               |               |            |  |  |           |           |           |  |
|  | 3-2       | Helsinki Wolverines II | 6              |                |     |               |               |            |  |  |           |           |           |  |

### Wild Card
| 2008 | Nokia Ghosthunters | 7 – 20 | Vantaan TAFT |  |

| 2008 | Sea City Storm | 22 – 6 | Helsinki Wolverines II |  |

### Semifinali
| 2008 | Vaasa Vikings | 55 – 0 | Vantaan TAFT |  |

| Helsinki 23 agosto 2008, ore 16:00 | Helsinki 69ers | 33 – 26 | Sea City Storm | Velodromo di Helsinki |

### XV Finale
| Vaasa 30 agosto 2008, ore 14:00 | Vaasa Vikings | 26 – 7 | Helsinki 69ers | Palosaaren kenttä |

## Verdetti
- Vaasa Vikings Vincitori della II-divisioona 2008